# Газиводе (Зубин Поток)
Газиводе (алб. Gazivodë или Gazivoda) је насеље у општини Зубин Поток на Косову и Метохији. Положај села је врло повољан јер се налази на магистралном путу Рибариће — Косовска Митровица. У селу постоји и минихидроцентрала ХЕ Газиводе.

## Географија
Атар насеља се налази на територији катастарске општине Вељи Брег. Насеље је на десној речној тераси Ибра у речној окуци, где се јавља веће проширење, непосредно испод језера Газиводе које је по селу и добило име. Од овог села низводно поред ибра почиње Радичпољска котлина. Због тога што је на том месту Ибар плитак и што се може прегазити настао је и назив села. На левој страни Ибра на месту где утиче Лучка река у Ибар се налазе на брду рушевине неког старијег града, око којег се уочава и заштитни зид. Село је поглавито на терасама Ибра у речној окуци, где се Јавља веће проширење. Ибар се користи за појила, а за пиће у доњем равном делу села служе бунари, а у горњем извори: Шљивак, Јанића и Стружничка Вода. Називи појединих крајева су: Лазов Бријег, Доње Ливаде, Братуша, Лукин Вир, Протука, Ледина, Лаз, Стружница (шума).

## Историја
У овом селу има трагова ранијег становништва, који су сачувани у топографским називима (Јанића Вода) и гробљима. У Ливадама остало је још 5—6 гробова покривених великим плочама. На другој страни Ибра, на месту где у овај утиче Лучка Ријека, уздиже се купасто брдо, на чијем се врху виде трагови града и око њега заштитни зид. После ослобађања од турске власти место је у саставу Звечанског округа, у срезу митровичком, у општини лучко-речкој и 1912. године има 102 становника.

## Газиводе током Другог светског рата
За време Другог светског рата тј. окупације од 1941. до 1944. године по колашинским селима је пуно Срба настрадало од Албанаца. Кад су Албанци први пут дошли у Газиводе на Крстовдан 1941. године, дошло је преко сто Албанаца. Тад су палили Газиводе и отерали сву стоку коју су нашли. Што су видели, ништа оставили нису ни говеда, ни овце, ни козе, чак ни кокошке. Све су однели за Дреницу и Метохију. У Газиводама су убили Милоја Милића, а оца су му убили неколико дана пре њега, кад се враћао из Ђуровића, па су га бацили у Ибар. Из Газивода је у Гаљицу код Вучитрна погинуо један Кошанин. Отишао је у тазбину и тамо су га убили Албанци. Његова жена Лепосава је до пре пар година живела у Газиводама, а син му је био познати музичар Благоје Кошанин, који је деведесетих година избегао из Сарајева у току рата у Босни.
Ново Стевановић је пошао да сије коломбоћ, у зору, не би ли уграбио да га не виде Албанци, а они су направили заседу и убили су га, а волове му узели. Убили су га Албанци Дреничани у пролеће 1942. године. Албанске банде су често долазиле у Газиводе, а нарочито након освајања и похара српских села на Мокрој Гори. Хтели су из Газивода да отму много српских девојака, али их је једна баба која је знала албански и која је чула од Албанаца, који су прошли кроз Коваче и Горњи Јасеновик према Газиводу шта планирају, послала је свога мужа и поручила мајци од једне девојке да не пушта ћерку ноћас, но да је пребаци где год зна. Јер ови Албанци знају за њу и хоће да је одведу. То је било 1941. године уочи Петковдана.

## Порекло становништва по родовима
Становништво овога села се смењивало последњих 100 година. Овде су раније живели Стучићи и Ломигоре, Јанићи и други, па су се сви иселили у Србију.
Родови су:
- Јакшићи (6 кућа., Петковдан), досељени из Доњег Јасеновика.
- Кошани (4 кућа., Петковдан), дошли из Витакова.
- Шиљковићи (Трифуновићи и Васиљевићи) (3 кућа., Св. Јован), досељени пре 70 година, а пре тога су били у Виткојевићу, Ћешеновићу и Резалима. Рођаци су им Бубљани у Бубама и Ломигоре у Лучкој Ријеци.
- Стевановићи (2 кућа., Св. Јован), дошли су из Заграђа после 1878. године. У саставу Газивода је и заселак Мало Штуоце, с леве стране Ибра. У њему су настањени исти родови као и у Газиводама: Кошани (1 кућа.) и Шиљковићи (1 кућа.).

## Демографија
Насеље има српску етничку већину.
| Година       | 1912 | 1948 | 1953 | 1961 | 1971 | 1981 | 1991 | 2011 |
| ------------ | ---- | ---- | ---- | ---- | ---- | ---- | ---- | ---- |
| Становништво | 102  | 112  | 119  | 111  | 99   | 136  | 142  | 319  |

|  |